# Union de Brest
L’union de Brest (en biélorusse : Берасьце́йская ву́нія, berasstseïskaya vouniya), du nom la ville de Brest (ou Brześć) en Biélorussie, datée de 1596, scelle l'allégeance à l’Église catholique romaine d'une partie de l'Église orthodoxe des provinces ruthènes de la République polono-lituanienne (situées majoritairement dans la Biélorussie et l'Ukraine actuelles). L'union fut conclue le 23 décembre 1595, puis confirmée par le synode réuni à Brest en octobre 1596, donnant ainsi naissance à ce qui deviendra l'Église grecque-catholique ukrainienne.

## Contexte historique
En 1569, par l'union de Lublin, le royaume de Pologne et la grande-principauté de Lituanie fusionnent en un seul État.
Le nouvel État n'est pas religieusement homogène. Après les catholiques, les chrétiens orthodoxes sont la deuxième religion du pays en nombre de fidèles. Ils sont en outre majoritaires dans toute la partie orientale de la grande-principauté de Lituanie et dans le sud-est de la Pologne (Ruthénie). En 1573, la confédération de Varsovie garantit la liberté de culte pour tous les nobles quelle que soit leur confession. Cependant, malgré cette tolérance officielle, l’Église orthodoxe fait l'objet de discriminations.En effet, les autorités de Pologne-Lituanie sont persuadées que le seul moyen d'établir une domination de long terme sur ces régions majoritairement orthodoxes est de les assimiler en les convertissant au catholicisme romain.
Un autre phénomène, qui va également avoir son importance, se produit à cette époque : de nombreux membres de l'élite et de la noblesse ruthène orthodoxe se convertissent au catholicisme, ce qui conduit à une rupture entre la population ordinaire, qui reste orthodoxe, et ses élites, de plus en plus souvent catholiques.

## Démarches et signature de l'union
C'est dans ce contexte que quatre évêques orthodoxes de Ruthénie, désireux d'en finir avec les discriminations qu'ils subissent et pleinement soutenus par les élites ruthènes catholiques, adressent le 24 juin 1595 une lettre au roi Sigismond III et au pape Clément VIII. Ils y expriment leur désir de se rallier au catholicisme, sous certaines conditions, qui sont acceptées par le pape.
L'union est signée le 23 décembre 1595 par le métropolite Michal Rohoza, puis le Roi Sigismond III ordonne la tenue d'un synode dans la ville de Brest (actuelle Biélorussie), où elle est solennellement proclamée (et dont elle tiendra le nom). 
Conformément à ce qui a été convenu avec le Pape, la nouvelle Église (appelée par la suite "uniate") se soumet au Pape, adhère à l'essentiel des dogmes catholiques, mais conserve des particularités propres dont la liturgie byzantine slave (et non latine), le maintien de l'ordination d'hommes mariés à la prêtrise (conformément aux usages orthodoxes) et une organisation propre. 

## Réception de l'union
L'union ne se révèle pas être un succès total : du côté catholique, la nouvelle Église uniate est peu appréciée par le clergé catholique polonais, de rite latin, qui ne veut pas la reconnaître comme un égal. 
Quant à la population orthodoxe, elle rejette l'union en masse, au point  que Sigismond III se sent obligé, par un décret du 15 décembre 1596, à forcer la population orthodoxe à ne reconnaître comme ses évêques que ceux qui se sont ralliés à la nouvelle Église,. Ce décret, adopté en violation des règles prévues par la Confédération de Varsovie, sera dénoncé par les Orthodoxes, sans succès.

## Conséquences de l'union
L'union aura pour conséquence de mettre le christianisme orthodoxe dans une situation difficile en Pologne-Lituanie : les pressions de l'État et de l'Église catholique sur la population orthodoxe, la propagande menée par les évêques uniates et les conversions nombreuses des membres de l'élite ruthène au catholicisme conduiront à un affaiblissement de l'Orthodoxie dans la région. L'union génèrera également des révoltes.
Selon les historiens, la politique religieuse de la Pologne-Lituanie, en soutenant activement les uniates et en défavorisant les orthodoxes, aura conduit à créer de profonds clivages dans la population ruthène, qui se sont cristallisés dans le temps et demeurent aujourd'hui.
En juin 2018, le pape François affirme que l'Église catholique a renoncé à l'idée d'uniatisme. Il déclare ainsi qu'« il faut respecter les Églises qui sont unies à Rome, mais l’uniatisme comme chemin d’unité, aujourd’hui, ne va pas ».